# Преображенська сільська рада (Шарлицький район)
Преображе́нська сільська рада (рос. Преображенский сельский совет) — сільське поселення у складі Шарлицького району Оренбурзької області Росії.
Адміністративний центр — село Преображенка.

## Населення
Населення — 350 осіб (2019; 430 в 2010, 731 у 2002).

## Склад
До складу сільської ради входять:
| Населений пункт        | Населення, осіб (2002) | Населення, осіб (2010) |
| ---------------------- | ---------------------- | ---------------------- |
| Бобровка, селище       | 149                    | 112                    |
| Вишньовка, селище      | 74                     | 39                     |
| Новогеоргієвка, селище | 90                     | 36                     |
| Преображенка, село     | 428                    | 243                    |